# Ewagriusz (biskup Bizancjum)
Ewagriusz, gr. Ευάγριος (zm. ok. 380) – arcybiskup Konstantynopola w 379 r. 

## Życiorys
Po raz pierwszy miał objąć urząd w 370, ale został wygnany przez cesarza Walensa. Po raz drugi panował w 379 r. Był zwolennikiem nicejskiego wyznania wiary, przeciwnikiem arian. 